# 名寄徳田ショッピングセンター

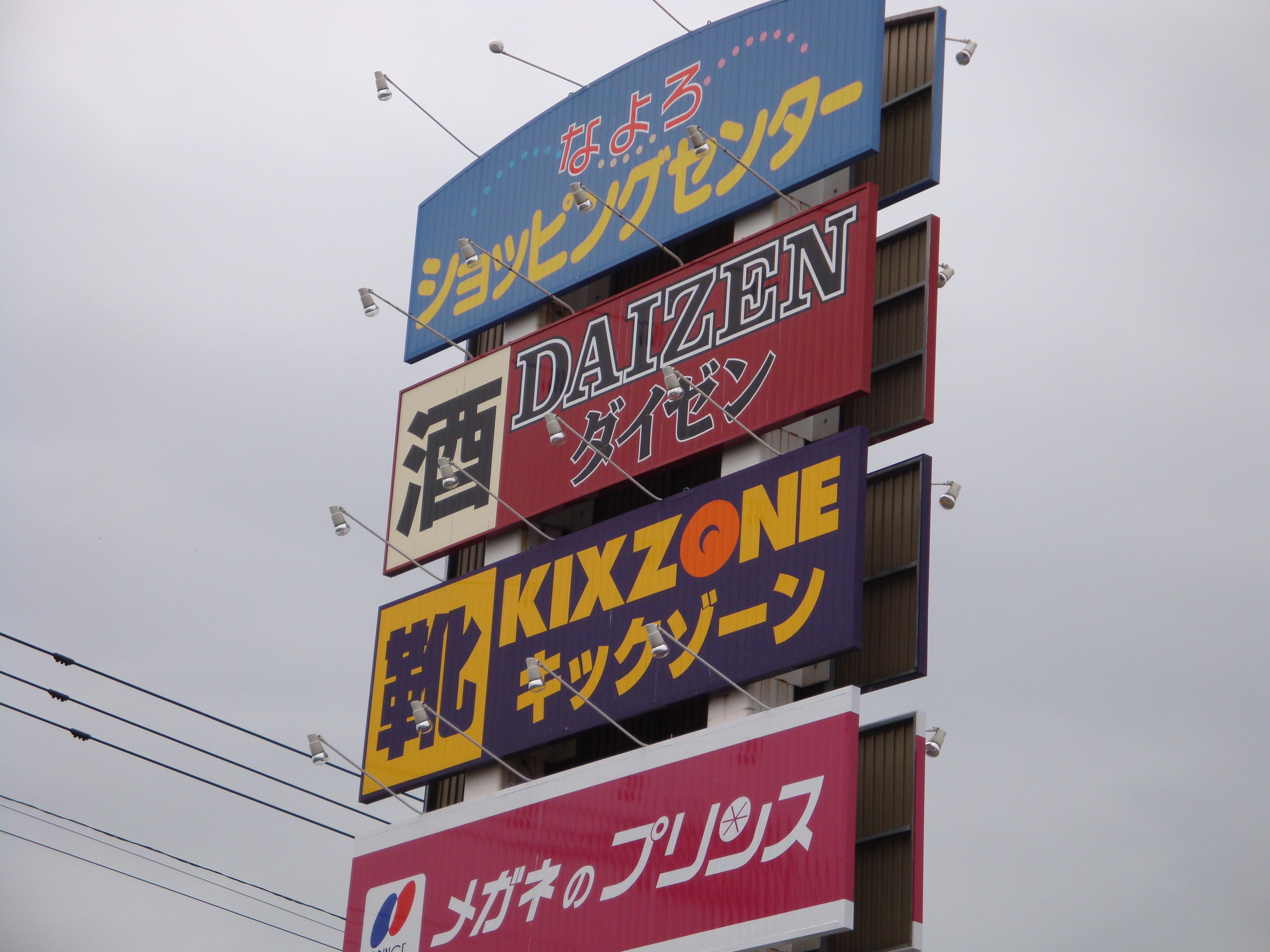
ショッピングセンターの看板（2008年8月）

名寄徳田ショッピングセンター（なよろとくだショッピングセンター）は、北海道名寄市にあるショッピングセンター（オープン・モール型）。

## テナント
- メガネのプリンス
- ユニクロ
- アスビーファム
- DZマート
- ツルハドラッグ
- マックスバリュ（イオン北海道運営）
  - 開業当初は札幌フードセンター（後のマックスバリュ北海道→イオン北海道）が運営する「フードセンター名寄店」であったが、2005年12月17日の改装後の営業再開（当時はマックスバリュ北海道運営）に際して店舗ブランドをマックスバリュに転換した[4]。マックスバリュの店舗としては全国最北端に当たる。
- プロノ
- DCM
- ザ・ダイソー
- モスバーガー

## アクセス
徳田通、昭和通沿いに位置しており、国道40号（共栄通）に近接している。のちの2008年に開業したイオン名寄ショッピングセンターは北に隣接している。
- 名士バス「イオン名寄店前」が最寄のバス停
- 名寄美深道路名寄ICが最寄IC